# Aceratium archboldianum
Aceratium archboldianum är en tvåhjärtbladig växtart som beskrevs av Albert Charles Smith. Aceratium archboldianum ingår i släktet Aceratium och familjen Elaeocarpaceae. Inga underarter finns listade i Catalogue of Life.